# 格羅莫夫積
格羅莫夫(Gromov)積是度量幾何的一個概念，以米哈伊爾·格羅莫夫命名。在一個測地度量空間中，從同一點出來的兩條測地線，格羅莫夫積大概量度這兩條線彼此相近而行的距離。不過，格羅莫夫積的定義並不需要測地線存在。
格羅莫夫積可用以定義格羅莫夫雙曲空間及其理想邊界。

## 定義
設{\displaystyle (X,d)}為度量空間，{\displaystyle x,y,z}為{\displaystyle X}中三點，則{\displaystyle y,z}以{\displaystyle x}為基點的格羅莫夫積定義為
{\displaystyle (y,z)_{x}:={\frac {1}{2}}{\big (}d(x,y)+d(x,z)-d(y,z){\big )}}

## 性質
- 對稱性：{\displaystyle (y,z)_{x}=(z,y)_{x}}
- 若基點和另一點相同，格羅莫夫積為零：{\displaystyle (y,z)_{y}=0}，{\displaystyle (y,z)_{z}=0}
- 以下關係式成立：

{\displaystyle d(x,y)=(x,z)_{y}+(y,z)_{x}}
{\displaystyle 0\leq (y,z)_{x}\leq \min {\big \{}d(y,x),d(z,x){\big \}}}
- 格羅莫夫積是利普希茨連續的：

{\displaystyle {\big |}(y,z)_{p}-(y,z)_{q}{\big |}\leq d(p,q)}
{\displaystyle {\big |}(x,y)_{p}-(x,z)_{p}{\big |}\leq d(y,z)}
- 在歐幾里德幾何中，若{\displaystyle \triangle ABC}為平面上任意一個三角形，{\displaystyle (B,C)_{A}}等於{\displaystyle A}點到內切圓與AB及AC的兩個切點的距離。

- 設{\displaystyle X}為樹，則對{\displaystyle X}中任意三點{\displaystyle x,y,z}，{\displaystyle (y,z)_{x}}是從{\displaystyle x}到{\displaystyle y,z}的兩條線段重合部份的長度。
- 設{\displaystyle X}為測地度量空間。記{\displaystyle [y,z]}為連接點{\displaystyle y,z}的一條測地線段。（注意連接此兩點的測地線段未必唯一。）對{\displaystyle X}中任意三點{\displaystyle x,y,z}有不等式：

{\displaystyle d(x,[y,z])\geq (y,z)_{x}}
- 格羅莫夫雙曲空間其中一個定義為：[2]

設{\displaystyle \delta \geq 0}為常數。度量空間{\displaystyle (X,d)}稱為δ-雙曲，若{\displaystyle X}中任意點{\displaystyle p,x,y,z}都符合不等式
{\displaystyle (x,z)_{p}\geq \min {\big \{}(x,y)_{p},(y,z)_{p}{\big \}}-\delta }